# オリンピックのアーティスティックスイミング競技・メダリスト一覧
オリンピックのアーティスティックスイミング競技・メダリスト一覧（オリンピックアーティスティックスイミングきょうぎメダリストいちらん）は、1984年から2020年までのオリンピックアーティスティックスイミング（旧称シンクロナイズドスイミング）競技におけるメダリストの一覧である。

## 現行種目

### デュエット
| 大会名                | 金                                                              | 銀                                                           | 銅                                                             |
| --------------------- | --------------------------------------------------------------- | ------------------------------------------------------------ | -------------------------------------------------------------- |
| 1984 ロサンゼルス     | アメリカ合衆国 (USA) トレーシー・ルイツ キャンディ・コスティー  | カナダ (CAN) シャロン・ハンブルック ケリー・クリチカ         | 日本 (JPN) 木村さえ子 元好三和子                               |
| 1988 ソウル           | カナダ (CAN) ミシェル・キャメロン カロライン・ワルド            | アメリカ合衆国 (USA) カレン・ジョセフソン サラ・ジョセフソン | 日本 (JPN) 小谷実可子 田中京                                   |
| 1992 バルセロナ       | アメリカ合衆国 (USA) カレン・ジョセフソン サラ・ジョセフソン    | カナダ (CAN) ペニー・ビラゴス ビッキー・ビラゴス             | 日本 (JPN) 奥野史子 高山亜樹                                   |
| 1996 アトランタ       | 未実施                                                          | 未実施                                                       | 未実施                                                         |
| 2000 シドニー         | ロシア (RUS) オルガ・ブルスニキナ マリア・キセリョーワ          | 日本 (JPN) 立花美哉 武田美保                                 | フランス (FRA) ヴィルジニー・デデュー ミリアム・リニョ         |
| 2004 アテネ           | ロシア (RUS) アナスタシア・ダビドワ アナスタシア・エルマコワ    | 日本 (JPN) 立花美哉 武田美保                                 | アメリカ合衆国 (USA) アリソン・バートシック アンナ・コズロバ   |
| 2008 北京             | ロシア (RUS) アナスタシア・ダビドワ アナスタシア・エルマコワ    | スペイン (ESP) アンドレア・フエンテス ヘマ・メングアル       | 日本 (JPN) 原田早穂 鈴木絵美子                                 |
| 2012 ロンドン         | ロシア (RUS) ナタリア・イーシェンコ スベトラーナ・ロマシナ      | スペイン (ESP) オナ・カルボネル アンドレア・フエンテス       | 中国 (CHN) 黄雪辰 劉鷗                                         |
| 2016 リオデジャネイロ | ロシア (RUS) ナタリア・イーシェンコ スベトラーナ・ロマシナ      | 中国 (CHN) 黄雪辰 孫文雁                                     | 日本 (JPN) 乾友紀子 三井梨紗子                                 |
| 2020 東京             | ROC (ROC) スベトラーナ・コレスニチェンコ スベトラーナ・ロマシナ | 中国 (CHN) 黄雪辰 孫文雁                                     | ウクライナ (UKR) アナスタシア・サフチュク マルタ・フィエディナ |

### チーム
| 大会名                | 金 | 銀 | 銅 |
| --------------------- | --- | --- | --- |
| 1996 アトランタ       | アメリカ合衆国 (USA) スザンナ・ビアンコ タミー・クレランド ベッキー・ダイルーン エミリー・ルシュー ヘザー・ピーズ ジル・セイバリー ナタリー・シュナイダー ヘザー・シモンズ ジル・サダス マーゴット・ティエン                | カナダ (CAN) リサ・アレクサンダー ジャニス・ブレムナー カレン・クラーク カレン・フォンティーヌ シルビー・フレシェット ヴァレリー・ホールド カシア・クレシャ クリスティーン・ラーセン カリ・リード エリン・ウッドリー | 日本 (JPN) 藤井来夏 藤木麻祐子 神保れい 河邉美穂 川瀬晶子 中島理帆 立花美哉 高橋馨 武田美保 田中順子                                                                                                  |
| 2000 シドニー         | ロシア (RUS) エレーナ・アザロワ オルガ・ブルスニキナ マリア・キセリョーワ オルガ・ノボクシェノワ イリーナ・ペルシナ エレーナ・ソイア ユリア・バシリエワ オルガ・バシュコワ エレーナ・アントノワ                             | 日本 (JPN) 江上綾乃 藤井来夏 磯田陽子 神保れい 立花美哉 武田美保 米田容子 米田祐子 巽樹理 | カナダ (CAN) リン・ボーモント クレア・カーバー＝ディアス エリン・チャン キャサリン・ガーショー ファニー・レターノー カースティン・ノーマンド ジャシンス・タイロン ライダン・タタム ジェシカ・チェイス |
| 2004 アテネ           | ロシア (RUS) エレーナ・アザロワ オルガ・ブルスニキナ アナスタシア・ダビドワ アナスタシア・エルマコワ マリア・グロモワ エルビラ・ハシャノワ マリア・キセリョーワ オルガ・ノボクシェノワ アンナ・ショリナ                     | 日本 (JPN) 藤丸真世 原田早穂 川嶋奈緒子 北尾佳奈子 鈴木絵美子 立花美哉 武田美保 巽樹理 米田容子 | アメリカ合衆国 (USA) アリソン・バートシック タマラ・クロウ エリン・ドブラッツ レベッカ・ジェーソンテク アンナ・コズロバ サラ・ロー ローレン・マクフォール ステファニー・ネスビット ケンドラ・ザノット |
| 2008 北京             | ロシア (RUS) アナスタシア・ダビドワ アナスタシア・エルマコワ マリア・グロモワ ナタリア・イーシェンコ エルビラ・ハシャノワ オルガ・クジェラ スベトラーナ・ロマシナ アンナ・ショリナ エレーナ・オフチニコワ                   | スペイン (ESP) アルバ・マリア・カベーロ ラクエル・コラール アンドレア・フエンテス タイス・エンリケス ラウラ・ロペス ヘマ・メングアル イリーナ・ロドリゲス パオラ・ティラドス ギセラ・モロン                          | 中国 (CHN) 顧貝貝 蔣婷婷 蔣文文 劉鴎 羅茜 孫萩亭 王娜 張暁歓 黄雪辰 |
| 2012 ロンドン         | ロシア (RUS) アナスタシア・ダビドワ マリア・グロモワ ナタリア・イーシェンコ エルビラ・ハシャノワ ダリア・コロボワ アレクサンドラ・パツケビッチ スベトラーナ・ロマシナ アンゼリカ・ティマニナ アラ・シシュキナ               | 中国 (CHN) 常思 陳暁君 黄雪辰 蔣婷婷 蔣文文 劉鴎 羅茜 呉怡文 孫文雁 | スペイン (ESP) クララ・バシアナ アルバ・カベリョ オナ・カルボネル マルガリダ・クレスピ アンドレア・フエンテス タイス・エンリケス パウラ・クラムブルグ イレネ・モントルッチオ ライア・ポンス           |
| 2016 リオデジャネイロ | ロシア (RUS) ウラダ・チギレワ ナタリア・イーシェンコ スベトラーナ・コレスニチェンコ アレクサンドラ・パツケビッチ エレーナ・プロコフィエワ スベトラーナ・ロマシナ アーラ・シシュキナ マリア・シュロチキナ ゲレーナ・トピリナ | 中国 (CHN) 顧笑 咼俐 李暁璐 梁馨枰 孫文雁 湯夢妮 尹成昕 曽珍 黄雪辰 | 日本 (JPN) 箱山愛香 乾友紀子 丸茂圭衣 三井梨紗子 中牧佳南 中村麻衣 小俣夏乃 吉田胡桃 林愛子 |
| 2020 東京             | ROC (ROC) アレクサンドラ・パツケビッチ アーラ・シシュキナ ウラダ・チギレワ スベトラーナ・コレスニチェンコ スベトラーナ・ロマシナ ポリーナ・コマル マリア・シュロチキナ マリナ・ゴリアトキナ                                 | 中国 (CHN) 咼俐 孫文雁 尹成昕 梁馨枰 王芊懿 肖雁寧 馮雨 黄雪辰 | ウクライナ (UKR) アナスタシア・サフチュク アリーナ・シンカレンコ ウラディスラワ・アレクシーワ エリザベータ・ヤフノ カテリナ・レズニク クセニア・シドレンコ マリナ・アレクシーワ マルタ・フィエディナ  |

## 廃止種目

### ソロ
| 大会名            | 金                                                | 銀                                      | 銅                    |
| ----------------- | ------------------------------------------------- | --------------------------------------- | --------------------- |
| 1984 ロサンゼルス | トレーシー・ルイツ アメリカ合衆国 (USA)           | キャロライン・ワルド カナダ (CAN)       | 元好三和子 日本 (JPN) |
| 1988 ソウル       | キャロライン・ワルド カナダ (CAN)                 | トレーシー・ルイツ アメリカ合衆国 (USA) | 小谷実可子 日本 (JPN) |
| 1992 バルセロナ   | クリステン・バブ＝スプレーグ アメリカ合衆国 (USA) | 該当者無し                              | 奥野史子 日本 (JPN)   |
| 1992 バルセロナ   | シルビー・フレシェット カナダ (CAN)               | 該当者無し                              | 奥野史子 日本 (JPN)   |